# Ischnopteris fabiana
Ischnopteris fabiana är en fjärilsart som beskrevs av Stoll 1782. Ischnopteris fabiana ingår i släktet Ischnopteris och familjen mätare. Inga underarter finns listade i Catalogue of Life.

## Bildgalleri

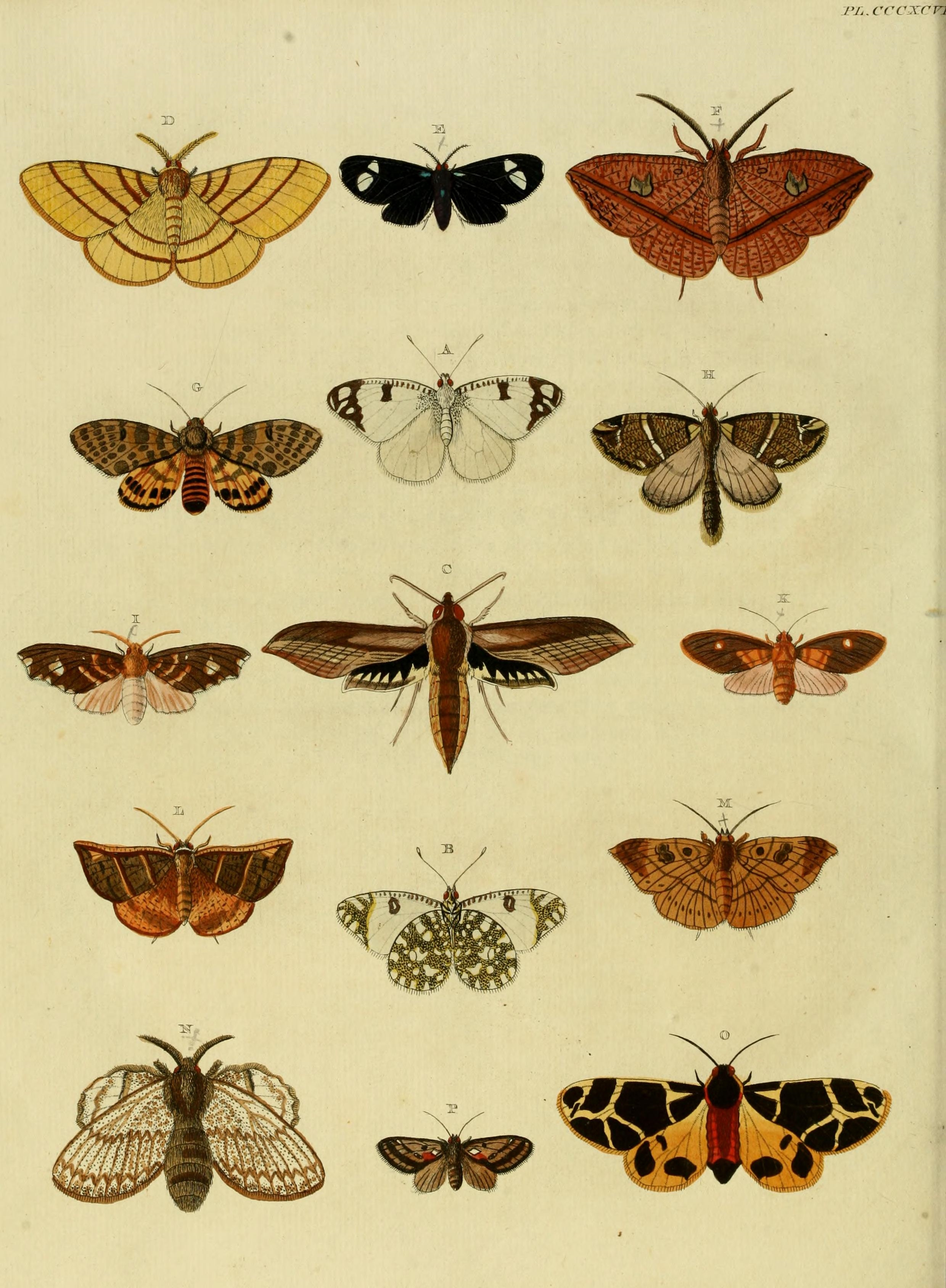